# Schule An der Burgweide
Die Schule An der Burgweide (bis 2003: Grundschule Karl-Arnold-Ring-13) ist eine staatliche Grundschule im Hamburger Stadtteil Wilhelmsburg in der Siedlung Kirchdorf-Süd.

## Allgemein
Im Schuljahr 2007/2008 wurde die Schule von einer Halbtagsgrundschule in eine gebundene Ganztagsschule umgewandelt.
Die Schule nimmt seit 2011 am Schulversuch „sechsjährige Grundschule“ teil. Seit 1993 ist die Schule An der Burgweide eine Integrative Regelschule und seit 2010 eine Schwerpunktschule der Inklusion. Das bedeutet, dass Kinder mit sonderpädagogischem Förderbedarf (auch speziellem, z. B. dem Förderbedarf geistige Entwicklung) und Kinder ohne sonderpädagogischem Förderbedarf gemeinsam lernen. Die Lerngruppen sind außerdem jahrgangsübergreifend. Es gibt also keine altershomogenen Klassen. Diese Lerngruppen setzen sich zusammen aus Kindern der 1. bis 3. Stufe und aus Kindern der 4. bis 6. Stufe. Dieses Konzept soll ermöglichen, möglichst individuell auf die Besonderheiten der einzelnen Schüler einzugehen.
Seit dem Schuljahr 2015/2016 gibt es auch sogenannte IVK-Klassen. In der Schule An der Burgweide werden vor allem geflüchtete Kinder in diesen Klassen unterrichtet. In den IVK-Klassen lernen die Schüler primär die deutsche Sprache, um möglichst schnell in die regulären Lerngruppen eingegliedert zu werden.
Die Lehrkräfte unterrichten nicht allein, sondern in Lehrerteams. Diese Lehrerteams bestehen meist aus zwei bis drei Lehrkräften und pädagogisch-therapeutischen Fachkräften. Außerdem werden an der Schule an der Burgweide vermehrt auch Honorarkräfte für den Ganztag und FJSler, die die Kinder mit speziellem Förderbedarf begleiten, eingesetzt. 

## Architektur
Im Zeitraum April 2008 bis November 2009 wurde die Schule umfänglich saniert. Außerdem gab es einen Mensa-Anbau und es wurden zwei Klassengebäude aufgestockt. Zudem wurden die Fassaden neugestaltet und der Brandschutz sowie die Flucht- und Rettungswege optimiert. Im Weiteren wurden auch die Elektrik, die Bodenbeläge, die Sanitäranlagen und die Türen erneuert. Diese Arbeiten wurden unter der Projekt Steuerung von Heinrich Dohrmann, und Joachim Busch als Objektmanager ausgeführt. Die Architektonischen Maßnahmen wurden von Eigenplanung GMH geplant. Insgesamt beliefen sich die Kosten der Sanierung auf rund 7.666.000 Euro.

## Preise und Auszeichnungen (Auswahl)
- 2007/2008: 3. Platz im Schulsportpreis (bundesweit)[12]
- 2009: 3. Preis im Ganztagsschulwettbewerb (bundesweit)[13]
- 2010: 3. Preis im bundesweiten Schülerzeitungswettbewerb, mit der Schülerzeitung Burgzeitung[3]
- 2011: Hamburger Bildungspreis[14]
- 2018: Unter den Top 20 der besten Schulen, beim deutschen Schulpreis.[15]
- 2019: Jakob Muth Preis für integrative Schulen.[16]